# Schiffornis
Schiffornis là một chi chim trong họ Tityridae.